# Seasalter
Seasalter is een plaats en civil parish in het bestuurlijke gebied City of Canterbury, in het Engelse graafschap Kent met 6.899 inwoners.